# Udo Wegner
Udo Hugo Helmuth Wegner (Berlim, 4 de junho de 1902 – Heidelberg, 25 de junho de 1989) foi um matemático alemão.

## Formação
Filho do empresário Hugo Wegner († 1924) e de Luise Cliemé, obteve o Abitur em 1 de março de 1921 e começou a estudar matemática na Universidade de Berlim. Obteve um doutorado em 12 de outubro de 1928, com a tese „Über die ganzzahligen Polynome, die für unendlich viele Primzahlmoduln Permutationen liefern“, orientado por Issai Schur e Ludwig Bieberbach.

## Carreira
Em 1929 obteve a habilitação na Universidade de Göttingen e em 1931 tornou-se professor titular na Universidade Técnica de  Darmstadt. A partir de 1937 foi professor titular na Universidade de Heidelberg, ao mesmo tempo em que manteve sua posição em  Darmstadt. Lá, em 1938, um dos seus alunos de doutorado foi Otto Buggisch, que, pouco depois, durante a Segunda Guerra Mundial, trabalhou como criptoanalista no departamento de criptografia do Oberkommando der Wehrmacht.

## Wegner e o nacional-socialismo
Wegner ingressou na SA em 1933. Quando, em 1936, a cadeira do matemático Arthur Rosenthal, demitido pelos nazistas por causa de sua ascendência judaica, foi anunciada, Wegner recebeu um chamado para ocupa-la. Diz-se que o ministro da cultura de Baden, responsável pela nomeação de Wegner, estava particularmente interessado na nomeação de Wegner, certamente por causa de suas opiniões políticas. Em 1937 Wegner publicou um artigo no Volume 2 do Deutsche Mathematik, no qual apoiava as ideias de Ludwig Bieberbach sobre raça e matemática. Em janeiro de 1941 foi decano da Faculdade de Ciências Naturais e Matemática e, logo depois, pró-reitor da Universidade de Heidelberg. Ocupou ambas as posições até o final da guerra. Tentou, sem sucesso, estabelecer um instituto de pesquisa aeronáutica em Heidelberg.

## Prisão e internamento após a guerra
Depois que a Universidade de Heidelberg foi fechada, em 31 de março de 1945, Wegner foi preso e internado, em 4 de abril de 1945. Em maio de 1945 foi libertado da prisão, por motivo de doença, e estava em prisão domiciliar. Em 19 de novembro de 1945, foi demitido do cargo, pelo governo militar dos Estados Unidos. Seu pedido de “reaproveitamento” não foi considerado pelo corpo docente nem pela universidade. Sua associação à Academia de Ciências de Heidelberg desde 1941 foi encerrada em 1953.

## Atividade pós-guerra
Depois da guerra, Wegner foi para o ONERA, um instituto de pesquisa aeroespacial público francês perto de Paris. De 1949 a 1956 trabalhou como professor ginasial. Em 1951 tornou-se professor da Universidade Técnica de  Darmstadt e, em 1952, da Universidade de Karlsruhe. Em 1956, passou a ser professor titular de mecânica técnica, na Universidade do Sarre. Em 1965/66 foi professor visitante na Universidade Técnica da Renânia do Norte-Vestfália em Aachen e, em 1966, tornou-se professor titular e diretor do Instituto de Mecânica da Universidade de Stuttgart. Lá aposentou-se em 1970 e voltou para Heidelberg.